# Західне Філіппінське море
Західне Філіппінське море (англ. West Philippine Sea; філ. Kanlurang Dagat ng Pilipinas або Karagatang Kanlurang Pilipinas; скорочено — WPS) — це назва, яку уряд Філіппін використовує для позначення частин Південнокитайського моря, що входять до виняткової економічної зони країни. Іноді цей термін помилково вживається для позначення всього Південнокитайського моря.

## Історія
Термін «Західне Філіппінське море» використовується міжнародною спільнотою щонайменше з 1961 року — зокрема, у працях з геології та океанографії. Проте він стосувався західної частини Філіппінського моря, що розташована на схід від Філіппінського архіпелагу.
Ще у 2011 році, за адміністрації президента Бенігно Акіно III, національний уряд Філіппін почав використовувати назву «Західне Філіппінське море» для позначення вод на захід від Філіппінського архіпелагу. Нове визначення назви було запроваджене з метою національної картографічної системи й, за словами Волдена Белло, мало на меті підкреслити незгоду з претензією Китаю на суверенітет над усім «Південнокитайське море».
У Палаті представників представник партії Акбаян Волден Белло у червні 2011 року подав резолюцію, яка закликала уряд розглянути питання про зміну назви Південнокитайське море на «Західне Філіппінське море». За словами Белло, термін «Західне Філіппінське море» не мав чітких просторових меж або географічної конкретики, а був покликаний відобразити той факт, що Південнокитайське море не є морем Китаю. Пропозиція щодо перейменування отримала підтримку від Збройні сили Філіппін, які почали використовувати назву «Західне Філіппінське море» ще з середини 2000-х років.
Це було закріплено адміністративним наказом у вересні 2012 року, який зобов’язував усі департаменти, підрозділи, агентства та інші органи уряду Філіппін використовувати цю назву. У вересні 2012 року уряд Філіппін оголосив, що почне використовувати назву «Західне Філіппінське море» для позначення вод на захід від Філіппін у державних картах, офіційних документах та інших формах комунікації. Було уточнено, що застосування цього терміна обмежується акваторією, яка входить до виняткової економічної зони Філіппін.

### Рішення Постійної палати третейського суду 2016 року
12 липня 2016 року Постійна палата третейського суду ухвалила рішення на користь Філіппін у справі, що не стосувалася питання найменування. У рішенні було уточнено: «Трибунал не був уповноважений і не має наміру визначати будь-які морські кордони між Сторонами або з іншими державами, що межують з Південнокитайське море». Трибунал також постановив, що Китай «не має історичних прав» на підставі карти з Лінія дев'яти пунктирів.

## Юридичне охоплення
Не існує точно визначених меж тієї частини Південнокитайське море, яка утворює Західне Філіппінське море. Адміністративний наказ, який офіційно надав цю назву, визначає її таким чином:
Морські акваторії на захід від Філіппінського архіпелагу віднині іменуються Західним Філіппінським морем. До цих акваторій входить море Лусон, а також води навколо, всередині та поруч із Групою островів Калааян і Бахо-де-Масінлок, також відомим як Мілина Скарборо.— Розд. 1, Адміністративний наказ № 29 (2012)
У філіппінському законодавстві Західне Філіппінське море стосується лише тих частин Південнокитайське море, які уряд Філіппін вважає частиною виняткової економічної зони (ВЕЗ) країни. Назва офіційно закріплена Адміністративним наказом № 29, виданим тодішнім президентом Бенігно Акіно III 5 вересня 2012 року. У цьому наказі також посилаються на Президентський указ № 1599, виданий у 1978 році під час каденції тодішнього президента Фердинанд Маркос, яким було встановлено філіппінську ВЕЗ, а також на Республіканський акт № 9522 (так званий Закон про базові лінії), який був ухвалений у 2009 році за правління тодішньої президентки Глорія Макапагал-Арройо та визначив базові лінії Філіппінського архіпелагу.
Адміністративний наказ підтверджує претензію Філіппін на свою виняткову економічну зону в Південнокитайському морі, що відображає позицію уряду Філіппін про наявність суверенних прав відповідно до Конвенція ООН з морського права 1982 року щодо району Західного Філіппінського моря та «природного повноваження і права визначати свої морські акваторії відповідною номенклатурою для потреб національної картографічної системи».

## Використання

Неформальна карта NAMRIA із зображенням об'єктів у Західному Філіппінському морі. Назви об'єктів відповідають тим, які визнає уряд Філіппін.

Згідно з Адміністративним наказом № 29, Національне управління картографії та інформації про ресурси (NAMRIA) зобов’язане використовувати назву «Західне Філіппінське море» на картах, що виготовляються та публікуються цим урядовим агентством. Інші державні установи також зобов’язані використовувати цей термін з метою популяризації цієї назви як на національному, так і на міжнародному рівнях.
До видання наказу філіппінське метеорологічне агентство PAGASA ще у 2011 році почало використовувати назву «Західне Філіппінське море» для позначення вод на захід від країни, продовжуючи при цьому вживати назву «Філіппінське море» для вод на схід від архіпелагу.
Термін «Західне Філіппінське море» іноді використовувався для позначення всього Південнокитайського моря, хоча таке використання було засуджене як некоректне.
Термін «Західне Філіппінське море» став доступним для пошуку в Карти Google. У квітні 2025 року компанія Google оновила свої карти, додавши більш чітке позначення Західного Філіппінського моря. Назва «Південнокитайське море» залишалася видимою на північному заході від нового підпису. Уряд Філіппін і Збройні сили Філіппін привітали це рішення, тоді як Міністерство закордонних справ Китайської Народної Республіки виступило з запереченням. Однак чітке позначення тимчасово зникло, перш ніж знову стало видимим.